# Mikołaj Tempelfeld
Mikołaj Tempelfeld (ur. przed 1400, zm. 1474) – rektor Uniwersytetu Jagiellońskiego w 1433 roku.

## Życiorys
Urodził się ok. 1400 r. W 1414 podjął studia w Krakowie. W 1419 uzyskał tytuł bakałarza, a w 1421 magistra sztuk. W 1433 roku objął funkcję rektora Uniwersytetu Jagiellońskiego. Funkcję tę przestał pełnić w tym samym roku. Od 1438 był kaznodzieją w kościele Mariackim w Krakowie. Od 1445 kanonik i kantor kapituły katedralnej we Wrocławiu. Od 1447 kanonik kapituły Świętego Grobu w Legnicy. Zmarł w 1474 roku.

## Dzieła
- Komentarze do dzieł Arystotelesa.
- Mowy uniwersyteckie i pogrzebowe.
- Traktaty przeciwko Jerzemu z Podiebradów.
- “Inwektywa” przeciwko Jodokowi.
- Recepta na lekarstwo do oczu.